# Julianakanal
Der Julianakanal (niederländische Schreibweise: Julianakanaal) ist eine künstlich angelegte Wasserstraße in der niederländischen Provinz Limburg. Der rund 36 km lange Kanal verläuft zwischen Limmel bei Maastricht und Maasbracht in der Gemeinde Maasgouw praktisch parallel zu einem seit 1822 nicht mehr schiffbaren Teil der Maas, der sogenannten Grenzmaas, er ist also ein sogenannter Seitenkanal.

## Beschreibung

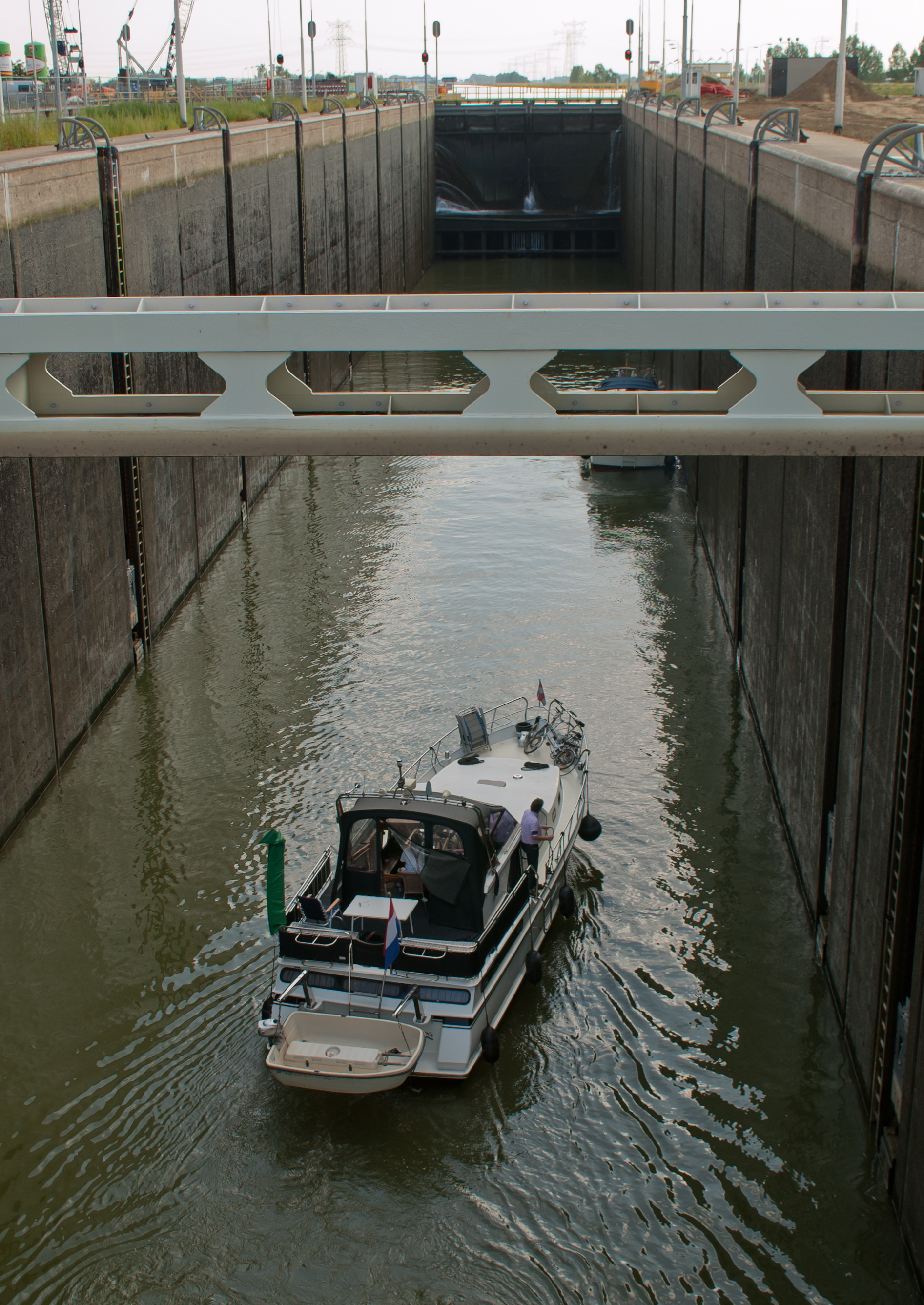
Mittlere Kammer der Dreikammer-Schleuse in Maasbracht, Fallhöhe 11,85 Metern

Von Borgharen bei Maastricht bis kurz vor Maasbracht bildet die Maas die Staatsgrenze zwischen den Niederlanden und Belgien. Die Grenzmaas ist nicht schiffbar. Zur Behebung dieses Verkehrshindernisses erbaute man zwischen 1925 und 1935 den Julianakanal.
Um den Höhenunterschied von 23,60 m  auf der Gesamtstrecke zu bewältigen, verfügt der Kanal in Limmel, Born und Maasbracht über drei Schleusen. Die Schleuse in Maasbracht ist mit einer Fallhöhe von 11,85 Metern die niederländische Schleuse mit dem größten zu bewältigenden Höhenunterschied.
Eine weitere, vierte Schleusenstufe bestand bis 1965 bei Roosteren. Umbauten an den Schleusen in Born und Maasbracht sowie eine Verbreiterung des Kanals zwischen Born und Maasbracht unter gleichzeitiger Erhöhung der Deiche erlaubten eine Schleifung der Schleuse bei Roosteren.
Der Wasserspiegel des Kanales liegt zum Teil erheblich über dem allgemeinen Geländeniveau der durchquerten Gebiete. In Elsloo verläuft der Kanal durch den alten Ortskern, ihm mussten über 40 Häuser weichen.

## Geschichte

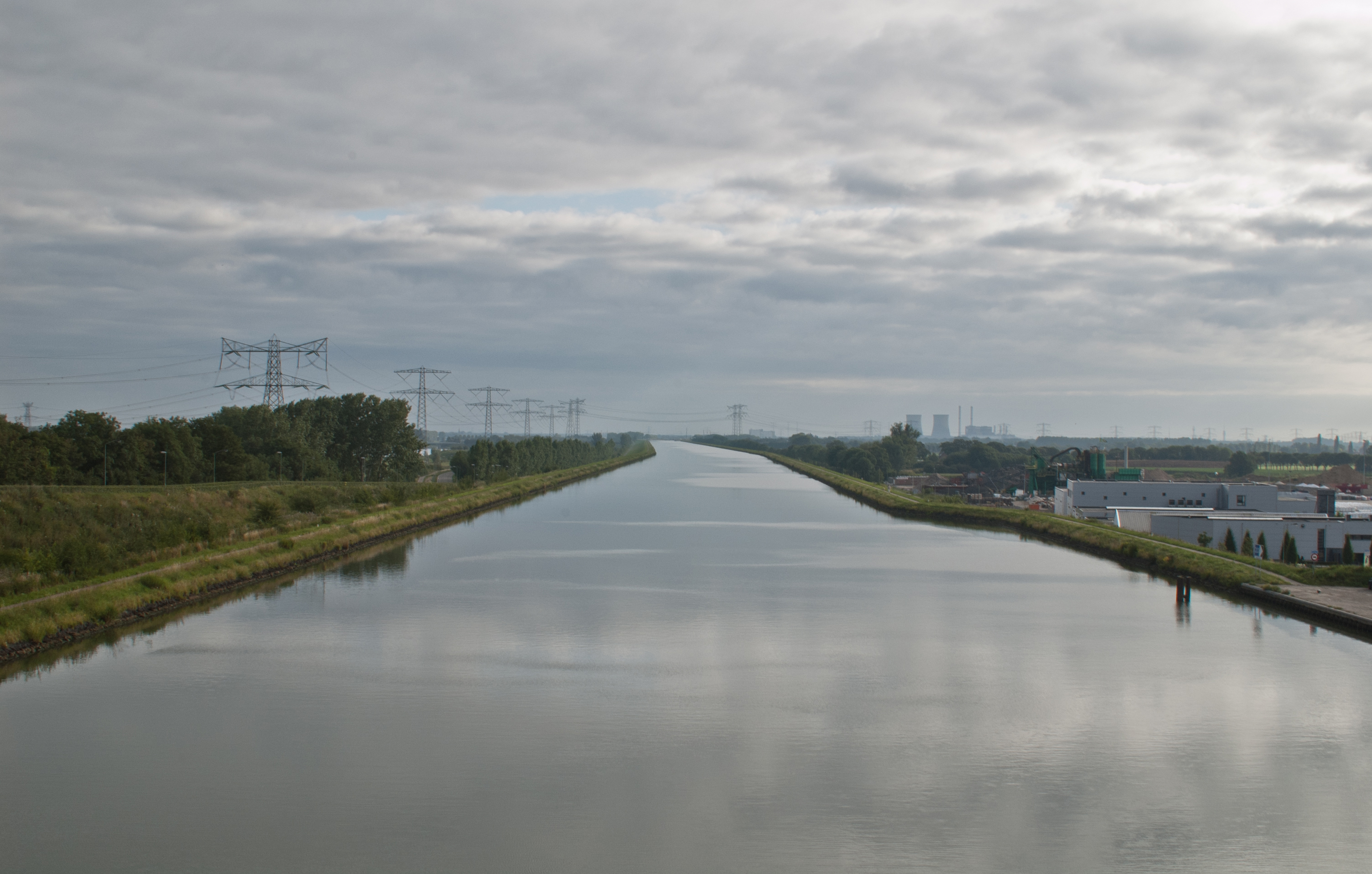
Der Julianakanal von der Straßenbrücke zwischen Echt und Ohé en Laak aus gesehen, Blickrichtung Maasbracht. Im Hintergrund das Kraftwerk Clauscentrale in Maasbracht.

Bereits 1908 wurden Überlegungen angestellt,  durch Kanalisierung der Maas selbst zwischen Maastricht und Maasbracht eine Wasserstraße herzustellen. Da aber Belgien mit dem Projekt nicht einverstanden war und außerdem sechs Schleusen erforderlich gewesen wären, verwarf man diesbezügliche Pläne. Es stellte sich als leichter durchführbar heraus, in der Nähe der Maas eine vollständig neue Wasserstraße zwischen Maastricht und Maasbracht zu errichten. Der Beschluss zum Bau erfolgte 1921, den ersten Spatenstich tätigte Prinzessin Juliana am 23. Oktober 1925. Prinzessin Juliana wiederum gab die künstliche Wasserstraße am 16. September 1935 förmlich für den Verkehr frei.
Am 27. Januar 2004 geriet der Kanal in die Schlagzeilen. Eine noch aus der Bauzeit der Wasserstraße stammende und unter Druck stehende Wasserleitung war undicht geworden und hatte in der Nähe des Ortes Stein den Deich unterspült. Es bestand die Gefahr eines Dammbruches und damit der Überflutung des Dorfes.
Im Zuge eines Ausbaues der Maas für größere Binnenschiffe ist auch ein Ausbau der Wasserstraße projektiert. Durch die für den Zeitraum von Ende 2010 bis 2017 vorgesehenen Umbaumaßnahmen soll es möglich werden, dass 190 m lange und 11, 4 m breite Schiffe mit einem Tiefgang von 3,5 m, und damit auch ein Schubverband mit zwei Leichtern, den Julianakanal befahren können. Hierzu ist stellenweise der Kanal um bis zu 15 m zu verbreitern sowie der Pegelstand um 25 cm zu erhöhen.